# Caius Hosidius Geta
Pour les articles homonymes, voir Hosidius Geta (homonymie).
Caius Hosidius Geta est un général romain du Ier siècle ap. J.-C.

## Biographie
Caius Hosidius Geta appartient à une famille italique (en), originaire d'Histonium, port sur la mer Adriatique au pays des Frentani (aujourd'hui Vasto, dans les Abruzzes). Une inscription aujourd'hui perdue d'Histonium se rapporte à lui ; elle mentionne qu'il appartenait à la tribu Arnensis et donne des indications sur sa carrière, qui a eu son couronnement sous le règne de Claude.
Il s'est illustré dans la pacification de la province de Bretagne et a été récompensé par les honneurs triomphaux (ornamenta triumphalia,). Il a été envoyé par Claude comme légat propréteur en Ibérie.
Il a été admis par Claude parmi les patriciens.
Il a exercé des sacerdoces : rex sacrorum, flamine.
Il est probablement le frère de Cnaeus Hosidius Geta. Sa fille a épousé M. Vitorius Marcellus, patron et ami du poète Stace, qui lui a dédié le quatrième livre de ses Silves.